# Liste der Baudenkmäler in Weigendorf

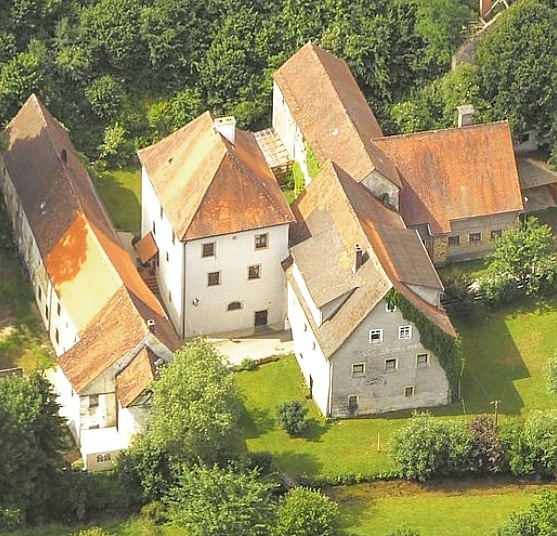
Schloss Haunritz

Auf dieser Seite sind die Baudenkmäler in der Oberpfälzer Gemeinde Weigendorf zusammengestellt. Diese Tabelle ist eine Teilliste der Liste der Baudenkmäler in Bayern. Grundlage ist die Bayerische Denkmalliste, die auf Basis des Bayerischen Denkmalschutzgesetzes vom 1. Oktober 1973 erstmals erstellt wurde und seither durch das Bayerische Landesamt für Denkmalpflege geführt wird. Die folgenden Angaben ersetzen nicht die rechtsverbindliche Auskunft der Denkmalschutzbehörde.

## Baudenkmäler nach Ortsteilen

### Weigendorf
| Lage                          | Objekt     | Beschreibung | Akten-Nr.     | Bild |
| ----------------------------- | ---------- | --- | ------------- | ---- |
| Etzelwanger Straße (Standort) | Stadel     | Eingeschossiger Massivbau mit Satteldach und Giebeltor, 19. Jahrhundert | D-3-71-157-1  | BW   |
| Sattlergasse 11 (Standort)    | Wohnhaus   | Zweigeschossiger, verputzter Massivbau mit Steildach und teils geohrten Faschen, 1. Hälfte 19. Jahrhundert Nebengebäude, zweigeschossiger, verputzter Massivbau mit Satteldach und südlich angeschlossenem eingeschossigem Anbau, 2. Hälfte 19. Jahrhundert | D-3-71-157-2  | BW   |
| Schulweg (Standort)           | Grenzstein | Sandsteinblock mit segmentbogigem Abschluss und Wappenreliefs an den Stirnseiten, 1750; gesetzt an der alten Territorialgrenze zwischen Pfalz-Neuburg und der freien Reichsstadt Nürnberg                                                                   | D-3-71-157-21 | BW   |
| Sulzbacher Straße 5 ()        | Wohnhaus   | zweigeschossiger Massivbau mit Schopfwalmdach und Fachwerk-Zwerchhaus, zurückversetzt in Gartenparzelle, um 1908 | D-3-71-157-27 |      |

### Deinsdorf
| Lage                    | Objekt                   | Beschreibung | Akten-Nr.    | Bild |
| ----------------------- | ------------------------ | --- | ------------ | ---- |
| Deinsdorf 2 (Standort)  | Bauernhaus, Wohnstallbau | Zweigeschossiger, verputzter Massivbau mit Steildach und gekehlten Laibungen, um 1868 Backhaus, Bruchsteinbau mit Satteldach, wohl 1. Hälfte 19. Jahrhundert                                                                   | D-3-71-157-4 | BW   |
| Deinsdorf 7 (Standort)  | Fachwerkstadel           | Zugehöriger Fachwerkstadel, 2. Hälfte 18. Jahrhundert nicht nachqualifiziert, im Bayerischen Denkmal-Atlas nicht kartiert | D-3-71-157-5 | BW   |
| Deinsdorf 10 (Standort) | Bauernhaus, Wohnstallbau | Eingeschossiger, verputzter Massivbau mit Steildach und gekehlten Laibungen, 18. Jahrhundert, westlich angebauter ehemaliger Stadel, eingeschossiger Massivbau mit Satteldach und Korbbogentor, wohl 2. Hälfte 19. Jahrhundert | D-3-71-157-6 | BW   |

### Ernhüll
| Lage                    | Objekt                                                                        | Beschreibung | Akten-Nr.    | Bild |
| ----------------------- | ----------------------------------------------------------------------------- | --- | ------------ | ---- |
| Ernhüll 4 (Standort)    | Friedhofsmauer                                                                | aus Quadersteinen, wohl vom ehemaligen Schloss | D-3-71-157-8 | BW   |
| Ernhüll 4, 5 (Standort) | Evangelisch-lutherische Filialkirche St. Margaretha, ehemalige Simultankirche | Verputzter Massivbau mit Walmdach und dreiseitig geschlossenem Chor, 17./18. Jahrhundert unter Verwendung mittelalterlicher Mauerstücke errichtet, Sakristei und Dachreiter mit Zwiebelhaube 1855; mit Ausstattung Friedhofsmauer aus Quadersteinen, wohl vom ehemaligen Schloss, Pfeilgittertor bezeichnet mit „1901“ | D-3-71-157-7 | BW   |

### Fallmühle
| Lage                   | Objekt | Beschreibung                                                                                     | Akten-Nr.     | Bild |
| ---------------------- | ------ | ------------------------------------------------------------------------------------------------ | ------------- | ---- |
| Fallmühle 1 (Standort) | Mühle  | Eingeschossiger, teils verputzter Bruchsteinbau mit Steildach und Giebeltor, 17./18. Jahrhundert | D-3-71-157-10 | BW   |

### Haunritz
| Lage                     | Objekt           | Beschreibung | Akten-Nr.     | Bild            |
| ------------------------ | ---------------- | --- | ------------- | --------------- |
| Dorfplatz 4 (Standort)   | Ehemalige Mühle  | Mühlengebäude, ein- bis zweigeschossiger Frackdachbau mit massivem Erdgeschoss sowie Fachwerkobergeschoss und -giebel, 18. Jahrhundert Stadel, eingeschossiger Steildachbau mit massivem Erdgeschoss sowie Fachwerkobergeschoss und -giebel, 17./18. Jahrhundert Erhaltenes Teilstück der Hofmauer, Bruchstein | D-3-71-157-11 | Ehemalige Mühle |
| Zum Schloß 2 (Standort)  | Brücke           | Einjochige Bogenbrücke aus Steinquadern, wohl 17./18. Jahrhundert | D-3-71-157-20 | BW              |
| Zum Schloß 18 (Standort) | Schloss Haunritz | Firstparallele, ehemals hufeisenförmige Baugruppe aus zwei Gebäudetrakten, zweigeschossige, verputzte Massivbauten mit Satteldächern und Tordurchfahrten, der östliche mit nördlichem Halbturm mit Fachwerkgiebel, im Kern mittelalterlich, Teil des Ostflügels um 1610 (dendrochronologisch datiert) Zwischen den Trakten turmartiger, dreigeschossiger Massivbau mit Walmdach, im Kern mittelalterlich, bezeichnet mit 1719 | D-3-71-157-12 | weitere Bilder  |

### Högen
| Lage                              | Objekt                              | Beschreibung                                                                                                 | Akten-Nr.     | Bild |
| --------------------------------- | ----------------------------------- | --- | ------------- | ---- |
| Mühlweg 2 (Standort)              | Mühlrad                             | Mühlrad der abgegangenen Waiz-Mühle, um 1900                                                                 | D-3-71-157-16 | BW   |
| Mühlweg 3 (Standort)              | Ehemaliges Bauernhaus, Wohnstallbau | Eingeschossiger, verputzter Massivbau mit Satteldach und Fachwerkgiebel, 17./18. Jahrhundert                 | D-3-71-157-17 | BW   |
| Schloßplatz 1 (Standort)          | Ehemaliges Schloss                  | Zweigeschossiger, verputzter Massivbau mit Walmdach und Zwerchhaus, im Kern wohl mittelalterlich, Umbau 1733 | D-3-71-157-13 | BW   |
| Sunzendorfer Straße 13 (Standort) | Mühle                               | Zweigeschossiger Putzbau mit Satteldach und Fachwerkgiebel, Anfang 18. Jahrhundert                           | D-3-71-157-15 | BW   |
| Weiherweg 7 (Standort)            | Bauernhaus, Wohnstallbau            | Zweigeschossiger Massivbau mit Satteldach, Fachwerkgiebel und Korbbogentor, 18. Jahrhundert                  | D-3-71-157-14 | BW   |

### Oed
| Lage                                          | Objekt                     | Beschreibung | Akten-Nr.     | Bild           |
| --------------------------------------------- | -------------------------- | --- | ------------- | -------------- |
| Am Weinberg 2, 4, Lehentalstraße 9 (Standort) | Mühle, sogenannte Oedmühle | Stattlicher, zweigeschossiger und verputzter Bruchsteinbau mit Satteldach, einseitig mit kleinem Schopf, teils mit Stichbogenlaibungen, 18. Jahrhundert, mit älterem Kern, Erweiterung und Umbau zu Hammerwerk 1820; mit Ausstattung Stadel, eingeschossiger, verputzter Massivbau mit Satteldach und Lünettenfenstern, 18. Jahrhundert Reste der ehemaligen Glasschleife, später Bronze- und Brokatfabrik, Satteldachbau, im Kern 18. Jahrhundert, umgebaut 1885 | D-3-71-157-18 | weitere Bilder |
| Lehentalstraße 9 (Standort)                   | Steinstadel                | 18. Jahrhundert | D-3-71-157-19 | BW             |

### Keinem Gemeindeteil zugeordnet
| Lage                                                           | Objekt     | Beschreibung | Akten-Nr.     | Bild |
| -------------------------------------------------------------- | ---------- | --- | ------------- | ---- |
| Bahnlinie Nürnberg - Irrenlohe (bei Bahn-km 38,151) (Standort) | Bahnbrücke | zweibogige Straßenüberführung, Sichtmauerwerk aus Dolomit- und Doggersandstein, 1859                                                                           | D-3-71-157-24 | BW   |
| Bahnlinie Nürnberg - Irrenlohe (bei Bahn-km 38,586) ()         | Bahnbrücke | einbogige Straßenüberführung aus fünf schmalen rechteckigen, hintereinander gestaffelten Bogensegmenten, Sichtmauerwerk aus Dolomit- und Doggersandstein, 1859 | D-3-71-157-23 |      |
| Bahnlinie Nürnberg - Irrenlohe (bei Bahn-km 39,523) ()         | Bahnbrücke | einbogige Straßenüberführung, Sichtmauerwerk aus Dolomit- und Doggersandstein, 1859                                                                            | D-3-71-157-25 |      |

## Ehemalige Baudenkmäler
In diesem Abschnitt sind Objekte aufgeführt, die früher einmal in der Denkmalliste eingetragen waren, jetzt aber nicht mehr. Objekte, die in anderem Zusammenhang also z. B. als Teil eines Baudenkmals weiter eingetragen sind, sollen hier nicht aufgeführt werden. Aktennummern in diesem Abschnitt sind ehemalige, jetzt nicht mehr gültige Aktennummern.

| Lage                                                                     | Objekt    | Beschreibung                                                    | Akten-Nr.    | Bild           |
| ------------------------------------------------------------------------ | --------- | --------------------------------------------------------------- | ------------ | -------------- |
| Breitenthal Hüllacker (ca. 50 m westlich vom Hof Breitenthal) (Standort) | Burgstall | Erhaltene Spuren des Halsgrabens und Reste der Umfassungsmauern | D-3-71-157-9 | weitere Bilder |